# Bobby Abel
Robert Abel (bekannt als Bobby Abel; * 30. November 1857 in London, Vereinigtes Königreich; † 10. Dezember 1936 in London, Vereinigtes Königreich) war ein englischer Cricketspieler, der zwischen 1888 und 1902 für die englischen Nationalmannschaft spielte.

## Aktive Karriere
Abel gab sein First-Class-Debüt für Surrey in der Saison 1881. Trotz seiner relativ geringen Körpergröße konnte er sich allmählich im County-Team etablieren. Während der Ashes Tour 1886 absolvierte er ein Tour-Match gegen die australische Mannschaft, bei dem ihm ein Century über 144 Runs gelang. Als er in der Saison 1888 herausragen konnte, erhielt er seinen ersten Einsatz in der Nationalmannschaft. Gegen Australien gelangen ihm in seinem zweiten Test ein Fifty über 70 Runs. Im März 1889 reiste er dann mit dem Team nach Südafrika, bei dem ihm im zweiten Test sein erstes internationales Century über 120 Runs gelang, was den Innings-Sieg der englischen Mannschaft einleitete. Bei der Tour in Australien in der Saison 1891/92 konnte er dann ein weiteres Century über 132* Runs erreichen, was jedoch nicht zum Sieg reichte. Dabei begann er als Eröffnungs-Batter und verlor sein Wicket bis zum Innings-Ende nicht. Im Jahr 1893 erlitt er eine Augeninfektion, die ihn seit dem beeinträchtigte. In den Folgejahren dominierte er das Batting im englischen County Cricket. Als das australische Team im Sommer 1896 wieder nach England kam gelang ihm ein Half-Century über 94 Runs. Seinen letzten Einsatz im Nationalteam hatte er bei der Ashes Tour 1902. Auf Grund seiner Augenprobleme gab er im Jahr 1904 seinen Rücktritt bekannt.

## Nach der aktiven Karriere
Die Probleme mit seinen Augen verschlimmerten sich noch und so erblindete er später im Leben.